# Primeira Liga Feminina de Basquetebol da República Sérvia
A Primeira Liga Feminina de Basquetebol da República Sérvia (em sérvio: Прва женска лига Републике Српске у кошарци), conhecida por razões de patrocínio como Meridianbet Prva ženska liga RS, é uma competição profissional de basquete feminino realizada na República Sérvia, uma entidade da Bósnia e Herzegovina.
Antes da criação do Campeonato da República Sérvia na temporada 1992/93, as equipes dessa região participavam do sistema de ligas iugoslavas. O primeiro campeão da liga foi o ŽKK Mladi Krajišnik, de Banja Luka, que conquistou nove títulos consecutivos. Durante a década de 1990, o clube também competiu no Campeonato da RF da Jugoslávia, alcançando o segundo lugar na temporada 1997–98.
O campeonato é organizado pela Associação de Basquete da República Sérvia, e cinco clubes competem na temporada 2024/25.
A Primeira Liga Feminina da República Sérvia é uma competição de nível inferior ao Campeonato de Basquete Feminino da Bósnia e Herzegovina, no qual equipes da República Sérvia participam ao lado de clubes de outras regiões do país, totalizando doze equipes. Além disso, algumas equipes da República Sérvia também participam da Liga WABA, uma competição internacional de clubes femininos da região dos Balcãs.

## Sistema de competição
O campeonato é disputado em duas fases:
Primeira fase
Corresponde à fase de liga do torneio, disputada sob um sistema de pontuação dupla (um jogo em casa e outro como visitante).
Segunda fase (Play-offs)
É uma competição entre as quatro equipes mais bem classificadas na fase do campeonato. O vencedor dos play-offs se torna o campeão da República Sérvia e garante uma vaga no Campeonato da Bósnia e Herzegovina..

## Times da temporada 2024-25[7]
| Equipes               | Cidade         |
| --------------------- | -------------- |
| KK Budućnost BN       | Bijeljina      |
| OKK Igman             | Istočna Ilidža |
| KK Kostajnica         | Kostajnica     |
| KK Lider              | Gradiška       |
| ŽKK Sloboda Novi Grad | Novi Grad      |

## Palmarés
| Temporada | Campeão                  |
| 1992-93   | ŽKK Mladi Krajišnik      |
| 1993-94   | ŽKK Mladi Krajišnik      |
| 1994-95   | ŽKK Mladi Krajišnik      |
| 1995-96   | ŽKK Mladi Krajišnik      |
| 1996-97   | ŽKK Mladi Krajišnik      |
| 1997-98   | ŽKK Mladi Krajišnik      |
| 1998-99   | ŽKK Mladi Krajišnik      |
| 1999-00   | ŽKK Mladi Krajišnik      |
| 2000-01   | ŽKK Mladi Krajišnik      |
| 2001-02   |                          |
| 2002-03   |                          |
| 2003-04   |                          |
| 2004-05   |                          |
| 2005-06   |                          |
| 2006-07   |                          |
| 2007-08   |                          |
| 2008-09   | ŽKK Igman Istočna Ilidža |
| 2009-10   |                          |
| 2010-11   |                          |
| 2011-12   |                          |
| 2012-13   |                          |
| 2013-14   |                          |
| 2014-15   | ŽKK Igokea               |
| 2015-16   | ŽKK Kozara               |
| 2016-17   | ŽKK Kozara               |
| 2017-18   | ŽKK Trebinje 03          |
| 2018-19   | ŽKK Orlovi 2             |
| 2019-20   | ŽKK Feniks               |
| 2020-21   | ŽKK Lavovi               |
| 2021-22   | ŽKK Kozara               |
| 2022-23   | ŽKK Igman Istočna Ilidža |
| 2023-24   | ŽKK Feniks               |
| 2024-25   | ŽKK Igman Istočna Ilidža |

## Ver mais
- Primeira Liga de Basquetebol da República Sérvia
- Federação de Basquetebol da República Sérvia

## Ligações Externas
- Sítio da Federação da República Sérvia